# Opération Poliarnaïa Zvezda
Seconde Guerre mondiale
Batailles
Front de l’Est

Prémices :
- Campagne de Pologne
- Guerre d’Hiver

Guerre germano-soviétique :
- 1941 : L'invasion de l'URSS

- Opération Barbarossa

Front nord : 
- Guerre de Continuation
- Opération Silberfuchs
- Siège de Léningrad

Front central : 
- 2e bataille de Brest-Litovsk
- Bataille de Białystok–Minsk
- 1re bataille de Smolensk
- Bataille de Kiev

Front sud : 
- Siège d'Odessa
- Campagne de Crimée

- 1941-1942 : La contre-offensive soviétique

Front nord : 
- Poche de Demiansk
- Poche de Kholm

Front central : 
- Bataille de Moscou

Front sud : 
- Seconde bataille de Kharkov

- 1942-1943 : De Fall Blau à 3e Kharkov

Front nord : 
- Offensive de Siniavino
- Opération Iskra
- Bataille de Krasny Bor
- Opération Poliarnaïa Zvezda

Front central : 
- Opération Mars

Front sud : 
- Bataille du Caucase (opération Fall Blau)
- Bataille de Stalingrad
- Opération Uranus
- Opération Saturne
- Offensive d'Ostrogojsk-Rossoch
- Offensive de Voronej-Kastornoe
- Opération Gallop
- Opération Étoile
- Troisième bataille de Kharkov

- 1943-1944 : Libération de l'Ukraine et de la Biélorussie

Front central : 
- 2e bataille de Smolensk
- Opération Bagration

Front sud : 
- Bataille de Koursk
- Bataille du Dniepr
- Offensive Dniepr-Carpates
- Offensive de Crimée
- Offensive de Lvov-Sandomir

- 1944-1945 : Campagnes d'Europe centrale et d'Allemagne

Allemagne : 
- Offensive Vistule-Oder
- Offensive de Poméranie orientale
- Siège de Breslau
- Offensive de Prusse-Orientale
- Bataille de Königsberg
- Bataille de Seelow
- Bataille de Bautzen
- Bataille de Berlin
- Capitulation allemande

Front nord et Finlande : 
- Guerre de Laponie
- Offensive Leningrad-Novgorod
- Bataille de Narva

Europe orientale : 
- Opération Margarethe
- Insurrection de Varsovie
- Soulèvement national slovaque
- Opération Panzerfaust
- Bataille de Budapest
- Opération Frühlingserwachen
- Offensive de Vienne
- Insurrection de Prague
- Offensive de Prague
- Bataille de Slivice

Front d’Europe de l’Ouest

Campagnes d'Afrique, du Moyen-Orient et de Méditerranée

Bataille de l’Atlantique

Guerre du Pacifique

Guerre sino-japonaise

Théâtre américain
L'opération Poliarnaïa Zvezda (en russe Операция Полярная звезда, Operatsia Poliarnaïa Zvezda), opération Étoile polaire en français, était une opération à grande échelle, composée d'une série d'offensives des troupes soviétiques menées par le front de Léningrad, le front de Volkhov et le front du Nord-Ouest entre février et avril 1943 afin de rompre le siège de Léningrad. L'opération a été menée par Gueorgui Joukov dans le sillage de l'opération Iskra, il était prévu la défaite complète du groupe d'armées Nord allemand et la libération de la région de Leningrad.

## Préambule
À la fin de 1942, après la victoire soviétique à Stalingrad le haut commandement soviétique met en place une série d'opérations offensives majeures, y compris dans Nord-Ouest. Il échafaude un plan pour tenter de briser le siège de Léningrad. L'opération Iskra est mise en place. Le 8 décembre 1942, les troupes des Front de Léningrad et de Volkhov se mettent en place. En cas du succès initial, l'offensive se poursuivra afin de libérer la voie ferrée du Kirov afin de fournir une liaison ferroviaire pérenne avec l'oblast de Léningrad. Dans le même temps, les troupes du front du Nord-Ouest reçoivent l'ordre d'ouvrir une brèche dans la région de Demiansk.

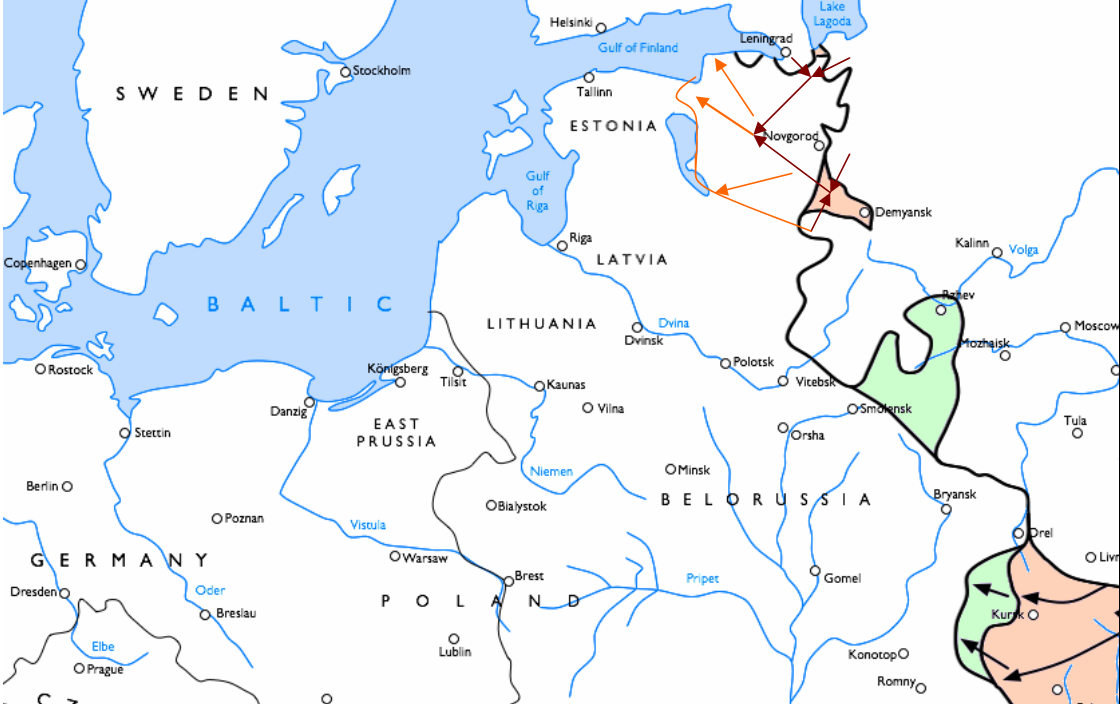
Le plan de l'opération Poliarnaïa Zvezda

Les conditions météorologiques ne permettant pas de lancer l'offensive comme prévu initialement, l'opération Iskra débute le 12 janvier 1943. Dans la région de Demiansk, la ville est l'enjeu de terribles combats, les troupes allemandes s'accrochent obstinément dans la position et sont totalement encerclées. Le 21 mars 1942 les Allemands lancent l'opération Brückenschlag qui permet, début mai, l'établissement d'un corridor, appelé le corridor de Ramouchevo large de 4 km et long de 12, qui permet le ravitaillement de la position avancée.

## But de l'opération
Le but de l'opération, à grande échelle, Étoile Polaire, devait être la défaite du groupe d'armée allemand Nord et la libération complète de la région de Leningrad afin de rompre le siège de Léningrad.

## Forces en présence
Forces soviétiques
- Front du Nord-Ouest sous les ordres du général Semion Timochenko :
  - 1re armée de choc, sous les ordres du général Gennady Korotkov (ru)
  - 11e armée, sous les ordres du général Pavel Alekseïevitch Kourochkine
  - 27e armée, sous les ordres du général Sergei Trofimenko (ru)
  - 34e armée, sous les ordres du général Anton Lopatine
  - 53e armée, sous les ordres du général Evgueni Petrovitch Jouravlev
  - 6e armée de l'air (ru), sous les ordres du général Fedor Petrovich Polynin (ru)
- Groupe spécial sous les ordres du colonel-général Mikhaïl Khozine
  - 1re armée de chars sous les ordres du général Mikhaïl Katoukov
  - 68e armée (Union soviétique) (ru), sous les ordres du général Fiodor Tolboukhine
- Front de Léningrad sous les ordres du maréchal Kliment Vorochilov
  - 55e armée, sous les ordres du général Wladimir Petrowitsch Swiridow (ru)
  - 67e armée (Union soviétique), sous les ordres du major-général Aleksandr Tcherepanov puis du lieutenant-général Michaił Pawłowicz Duchanow (ru)
  - 13e armée de l'air (Union soviétique) (ru), sous les ordres du général Stepan Dmitrievich Rybalchenko (ru)
- Front de Volkhov sous les ordres du général Kirill Meretskov
  - 2e armée de choc, sous les ordres du général Vladimir Romanovski
  - 8e armée, sous les ordres du général Filipp Nikanorowicz Starikow (ru)
  - 52e armée (Union soviétique), sous les ordres du général Vsevolod Yakovlev
  - 54e armée (Union soviétique), sous les ordres du général Aleksandr Wasiljewicz Suchomlin (ru)
  - 14e armée de l'air (Union soviétique) (ru), sous les ordres du général Ivan Petrovich Zhuravlev (ru)

Forces Allemandes
- Groupe d'armées Nord sous les ordres du Generalfeldmarschall Georg von Küchler
  - 16e armée sous le ordres du général Ernst Busch
    - 2e corps d'armée
    - 10e corps d'armée
    - groupes opérationnels hyun
    - groupes opérationnels Timan

  - 18e armée sous le ordres du général Georg Lindemann
    - 1er corps d'armée
    - 26e corps d'armée
    - 28e corps d'armée
    - 38e corps d'armée
    - 50e corps d'armée
    - 54e corps d'armée

  - Luftflotte 1 sous le ordres du général Alfred Keller